# Gryllacropsis magniceps
Gryllacropsis magniceps är en insektsart som först beskrevs av Walker, F. 1870.  Gryllacropsis magniceps ingår i släktet Gryllacropsis och familjen Anostostomatidae. Inga underarter finns listade i Catalogue of Life.